# Москера, Орландо
Орландо Москера (исп. Orlando Mosquera; род. 25 декабря 1994, Панама) — панамский футболист, вратарь клуба «Аль-Фейха» и сборной Панамы.

## Клубная карьера
Москера — воспитанник клуба «Спортинг Сан-Мигелито». 19 января 2013 года в матче против «Рио Абахо» он дебютировал в чемпионате Панамы. В своём дебютном сезоне игрок стал чемпионом страны. 1 ноября 2015 года в поединке против «Тауро» Орландо забил свой первый гол за «Спортинг Сан-Мигелито». В начале 2017 года Москера перешёл в «Тауро». 22 января в матче против «Пласа Амадор» он дебютировал за новую команду. В составе клуба Орландо трижды выиграл чемпионат.
В начале 2020 года Москера перешёл в турецкий «Болуспор». 26 января в матче против «Адана Демирспор» он дебютировал в Первой лиге Турции. Летом 2021 года Орландо перешёл в боливийский «Олвейс Реди». 4 августа в матче против «Блуминг» он дебютировал в чемпионат Боливии.
В начале 2022 года Москера подписал контракт с венесуэльским «Карабобо». В матче против «Минерос Гуаяна» он дебютировал в венесуэльской Примере. В начале 2023 года Орландо перешёл в Монагас. 25 февраля в матче против Ангосутры он дебютировал за новый клуб. В том же году Москера перешёл в тель-авивский «Маккаби». 3 декабря в матче против иерусалимского «Хапоэля» он дебютировал в чемпионате Израиля. В своём дебютном сезона Орландо помог клубу выиграть чемпионат. Летом 2024 года Москера перешёл в саудовский «Аль-Фейха».

## Международная карьера
В 2017 году Орландо принял участие в Золотом кубке КОНКАКАФ. На турнире он был запасным и на поле не вышел. В 2019 году Москера во второй раз принял участие в Золотом кубке КОНКАКАФ, но как и первый раз был запасным.
13 ноября 2020 года в товарищеском матче против сборной Японии Москера дебютировал за сборную Панамы.
В 2021 году Москера в третий раз принял участие в Золотой кубок КОНКАКАФ. На турнире он был запасным и на поле не вышел.
В 2023 году Москера в четвертый раз стал участником Золотого кубок КОНКАКАФ. На турнире он сыграл в матчах против сборных Коста-Рики, Мартиники, Сальвадора, Катара, США и Мексики.
В 2024 году Москера принял участие в Кубке Америки в США. На турнире он сыграл в матчах против сборных Уругвая, США, Боливии и Колумбии.

## Достижения
Клубные
 «Спортинг Сан-Мигелито»
- Победитель чемпионата Панамы (1) — Клаусура 2013

 «Тауро»
- Победитель чемпионата Панамы (3) — Клаусура 2017, Апертура 2018, Апертура 2019

 «Маккаби» (Тель-Авив)
- Победитель чемпионата Израиля (1) — 2023/2024